# Liste der Erzbischöfe von Monreale
Die folgenden Personen waren Erzbischöfe von Monreale (Italien):
- Theobald (1176–1178) Gründungsabt
- Wilhelm (1178–1191) (erster Erzbischof ab 1183)
- Carus (1194–1222)[1]
  - Vakanz
  - Die Wahl des Mönches L. de Montenigro aus Montecassino wird von Gregor IX. 1234 kassiert.[2]
- Benvenutus (1258–1260)[3]
- Gaufridus de Bellomonte (1266 hat die Wahl durch Clemens IV. abgelehnt, da er Kanzler des Königreichs Sizilien wurde, † 1271)[4]
- Transmundus (1267–1269; seit 1253 Erzbischof von Korinth)
  - Advedutus (1272, Abt von San Giovanni degli Eremiti, von Gregor X.nicht anerkannt)[5]
  - Bernardus Pontanarius († Anfang 1273)[6]
  - Gualterius de Calabria, Bischof von Potenza, erfolglos postuliert[7]
- Giovanni Boccamazza (1275–1285)
- Pietro Guerra (1286–1297)
- Ruggero Dommusco (1304–1304)
- Arnaldo Rassach (1306–1324)
- Napoleone Orsini (1325–1337)
- Emanuele Spinola (1338–1362)
- Guglielmo Mostri (1362–1379)
- Paolo dei Lapi (1379–1407)
- Giovanni Ventimiglia (1418–1449)
- Alfonso Cuevasruvias (1450–1455)
- Giovanni d‘Aragona (1455–1458)
- Ausias Despuig, Kardinal (1458–1483)
- Giovanni Borgia Senior (1492–1503)
- Giovanni (Castella) Castiglia (1503–1504)
- Alfonso d’Aragona (1505–1512)
- Enrique Cardona, Kardinal (1512–1530) (Haus Folch de Cardona)
- Pompeo Colonna (1530–1532)
- Ippolito de’ Medici (1532–1535)
- Alessandro Farnese der Jüngere (1536–1573)
- Ludovico I. de Torres (1573–1584)
- Ludovico II. de Torres (Jr.), Kardinal (1588–1609)
- Arcangelo Gualtieri (1612–1617)
- Jerónimo Venero Leyva (1620–1628)
- Cosimo de Torres (1634–1642)
- Giovanni Torresiglia (1644–1648)
- Francesco Peretti di Montalto (1650–1655)
- Ludovico Alfonso Los Cameros (1656–1668)
- Vitaliano Visconti, Kardinal (1670–1671)
- Giovanni Roano (1673–1703)
- Francesco del Giudice (1704–1725)
- Juan Álvaro Cienfuegos Villazón, S.J., Kardinal (1725–1739)
- Troiano Acquaviva d’Aragona, Kardinal (1739–1747)
  - Sedisvakanz (1747–1753)
- Francesco Bonanno (1753–1754)
- Francesco Testa (1754–1773)
- Francesco Ferdinando Sanseverino (1776–1793)
- Filippo Lopez y Royo (1793–1802)
- Mercurio Maria Teresi (1802–1805)
- Domenico Benedetto Balsamo, O.S.B. (1816–1844)
- Pier Francesco Brunaccini, O.S.B. (1845–1850)
- Benedetto D’Acquisto (1858–1867)
- Giuseppe Maria Papardi del Pacco, C.R. (1871–1883)
- Domenico Gaspare Lancia di Brolo, O.S.B. (1884–1919)
- Antonio Augusto Intreccialagli, O.C.D. (1919–1924)
- Ernesto Eugenio Filippi (1925–1951)
- Francesco Carpino (1951–1961)
- Corrado Mingo (1961–1978)
- Salvatore Cassisa (1978–1997)
- Pio Vittorio Vigo (1997–2002)
- Cataldo Naro (2002–2006)
- Salvatore Di Cristina (2006–2013)
- Michele Pennisi (2013–2022)
- Gualtiero Isacchi (seit 2022)